# Festival Internacional del Nuevo Cine Latinoamericano de La Habana 2019
La 41 edición del Festival Internacional del Nuevo Cine Latinoamericano de La Habana se celebra del 5 al 15 de diciembre de 2019 en La Habana.
En la ceremonia de apertura del festival, se otorga un Coral de Honor al director cubano Manuel Pérez Paredes.

## Jurados

### Ficciones
- Jeanine Meerapfel (présidente du jurado), directora alemano-argentina
- Isaac León Frías, crítico peruano
- Catalina Saavedra, actriz chilena
- Sara Silveira, productora brasileña
- Arturo Sotto Díaz, director cubano

## Sección Oficial

### Competencia ficciones
(21 películas a concurso)
| Título                                | Director                                  | País                   |
| ------------------------------------- | ----------------------------------------- | ---------------------- |
| Un rubio                              | Marco Berger                              | Argentina              |
| El cuento de las comadrejas           | Juan José Campanella                      | Argentina              |
| La deuda                              | Gustavo Fontán                            | Argentina              |
| La odisea de los giles                | Sebastián Borensztein                     | Argentina              |
| Los sonámbulos                        | Paula Hernández                           | Argentina Uruguay      |
| The Invisible Life of Eurídice Gusmão | Karim Aïnouz                              | Brasil                 |
| Bacurau                               | Kleber Mendonça Filho y Juliano Dornelles | Brasil                 |
| Três verões                           | Sandra Kogut                              | Brasil                 |
| Divino amor                           | Gabriel Mascaro                           | Brasil Uruguay Chile   |
| Algunas bestias                       | Jorge Riquelme Serrano                    | Chile                  |
| Araña                                 | Andrés Wood                               | Chile Argentina Brasil |
| Blanco en blanco                      | Théo Court                                | Chile España           |
| Monos                                 | Alejandro Landes                          | Colombia Argentina     |
| Litigante                             | Franco Lolli                              | Colombia               |
| Buscando a Casal                      | Jorge Luis Sánchez                        | Cuba                   |
| La llorona                            | Jayro Bustamante                          | Guatemala              |
| Asfixia                               | Kenya Márquez                             | México                 |
| Esto no es Berlín                     | Hari Sama                                 | México                 |
| Los lobos                             | Samuel Kishi Leopo                        | México                 |
| La bronca                             | Daniel y Diego Vega                       | Perú Colombia          |
| Así habló el cambista                 | Federico Veiroj                           | Uruguay Argentina      |

## Palmarés
| width="25%"                                       | Título                                             | Premiado                                    | País                      |
| ------------------------------------------------- | -------------------------------------------------- | ------------------------------------------- | ------------------------- |
| Coral de Largometraje                             | Los sonámbulos                                     | Paula Hernández                             | Argentina Uruguay         |
| Coral Especial del Jurado compartido              | La Llorona                                         | Jayro Bustamante                            | Guatemala Francia         |
| Coral Especial del Jurado compartido              | Algunas Bestias                                    | Jorge Riquelme Serrano                      | Chile                     |
| Coral de Dirección                                | Algunas Bestias                                    | Jorge Riquelme Serrano                      | Chile                     |
| Coral de Guion                                    | Los sonámbulos                                     | Paula Hernández                             | Argentina Uruguay         |
| Coral Fotografía                                  | La vida invisible de Eurídice Gusmão               | Héléne Louvart                              | Brasil                    |
| Coral Actuación Femenina                          | Los sonámbulos                                     | Érica Rivas                                 | Argentina Uruguay         |
| Coral Actuación Masculina                         | La odisea de los giles El cuento de las comadrejas | Luis Brandoni                               | Argentina                 |
| Coral Dirección Artística                         | La vida invisible de Eurídice Gusmão               | Rodrigo Martirena                           | Brasil                    |
| Coral Música Original                             | Bacurau                                            | Mateus Alves Tomaz Alvez                    |                           |
| Coral Edición                                     | Tres veranos                                       | Sergio Mekler Laura Marques                 |                           |
| Coral Sonido                                      | La Llorona                                         | Eduardo Cáceres                             | Guatemala Francia         |
| Coral de Ópera Prima                              | Agosto                                             | Armando Capo                                |                           |
| Coral Especial del Jurado                         | Las buenas intenciones                             | Ana Garcia Blaya                            | Argentina                 |
| Coral a la Contribución Artística en Opera Prima  | El Príncipe                                        | Sebastián Muñoz                             | Chile                     |
| Mención Especial Opera Prima                      | Nuestras Madres                                    | Cesar Díaz                                  | Guatemala                 |
| Coral de Largometraje Documental                  | A media voz                                        | Patricia Pérez Fernández y Heidi Hassan     | Cuba España Suiza Francia |
| Coral Especial del Jurado, Documental             | Dile a ella que me viste llorar                    | Maíra Santi Bühler                          | Brasil                    |
| Coral de cortometraje ficción                     | Flying Pigeon                                      | Daniel Santoyo Hernández                    | Cuba                      |
| Premio Especial jurado de cortometraje ficción    | El tamaño de las cosas                             | Carlos Felipe Montoya                       | Colombia                  |
| Coral de cortometraje documental                  | - Arde la tierra                                   | Juan Camilo Olmos Feris                     | Colombia                  |
| Premio Especial jurado de cortometraje documental | Romance de la ternura tardía                       | Ana Bugni                                   | Argentina                 |
| Coral de Largometraje, Animación                  | Ciudad de los Piratas                              | Otto Guerra                                 | Brasil                    |
| Coral de Cortometraje, Animación                  | Carne                                              | Camila Kater                                | Brasil                    |
| Coral Especial del Jurado, Animación              | Sangro                                             | Tiago Minamisawa, Bruno H. Castro y Guto BR | Brasil                    |
| Coral de Guion Inédito                            | Desde el apocalipsis                               | Sebastián Dietsch                           | Argentina                 |
| Mención de Guion                                  | Una noche con los Rolling Stones                   | Patricia Ramos                              | Cuba                      |
| Coral de Cartel                                   |                                                    | Olga de Diana Carmenate                     | Cuba                      |
| Premio Coral de Posproducción                     | Años cortos, días eternos                          | Años cortos, días eternos                   | Argentina                 |
| Premio de la Popularidad                          | El cuento de las comadrejas                        | Juan José Campanella                        | Argentina                 |
| Premio Los lobos                                  | Los lobos                                          | Samuel Kishi Leopo                          | México                    |
| Premio FIPRESCI                                   | Blanco en Blanco                                   | Theo Court                                  | Chile                     |

| Predecesor: Festival Internacional del Nuevo Cine Latinoamericano de La Habana 2018 | Festival Internacional del Nuevo Cine Latinoamericano de La Habana 2019 | Sucesor: Festival Internacional del Nuevo Cine Latinoamericano de La Habana 2020 |